# Enhydrosoma baruchi
Enhydrosoma baruchi är en kräftdjursart som beskrevs av Coull 1975. Enhydrosoma baruchi ingår i släktet Enhydrosoma och familjen Cletodidae. Inga underarter finns listade i Catalogue of Life.